# Daytime Emmy Awards 2019
La cerimonia della 46ª edizione dei Daytime Emmy Awards (46th Daytime Emmy Awards) si è tenuta presso il Pasadena Civic Auditorium di Pasadena il 5 maggio 2019. La cerimonia è stata presentata da Mario López e Sheryl Underwood ed è stata trasmessa in live streaming sui profili ufficiali Facebook, Twitter e YouTube degli Emmy e dei Daytime Emmy, sul sito emmyonline.tv, nonché su Apple TV, Roku e Amazon Fire TV tramite streaming di KNEKT TV.
Le pre-nomination sono state annunciate il 24 gennaio 2019.

## Daytime Emmy Awards

### Soap opera

#### Miglior serie drammatica
- Febbre d'amore (The Young and the Restless), distribuita dalla CBS
  - Beautiful (The Bold and the Beautiful), distribuita dalla CBS
  - General Hospital, distribuita dalla ABC
  - Il tempo della nostra vita (Days of Our Lives), distribuita dalla NBC

#### Miglior serie drammatica digitale
- After Forever, distribuita da Amazon e BingeNetworks
  - The Bay, distribuita da Amazon
  - Giants
  - The New 30
  - Youth & Consequences, distribuita da YouTube Premium

#### Miglior attore protagonista in una serie drammatica
- Maurice Benard, per aver interpretato Sonny Corinthos in General Hospital
  - Peter Bergman, per aver interpretato Jack Abbott in Febbre d'amore
  - Tyler Christopher, per aver interpretato Stefan DiMera in Il tempo della nostra vita
  - Billy Flynn, per aver interpretato Chad DiMera in Il tempo della nostra vita
  - Jon Lindstrom, per aver interpretato Kevin e Ryan Collins in General Hospital

#### Miglior attrice protagonista in una serie drammatica
- Jacqueline MacInnes Wood, per aver interpretato Steffy Forrester in Beautiful
  - Marci Miller, per aver interpretato Abigail Deveraux DiMera in Il tempo della nostra vita
  - Heather Tom, per aver interpretato Katie Logan in Beautiful
  - Maura West, per aver interpretato Ava Jerome in General Hospital
  - Laura Wright, per aver interpretato Carly Corinthos in General Hospital

#### Miglior attore non protagonista in una serie drammatica
- Max Gail, per aver interpretato Mike Corbin in General Hospital
  - Bryton James, per aver interpretato Devon Hamilton in Febbre d'amore
  - Eric Martsolf, per aver interpretato Brady Black in Il tempo della nostra vita
  - Greg Rikaart, per aver interpretato 	Leo Stark in Il tempo della nostra vita
  - Dominic Zamprogna, per aver interpretato Dante Falconeri in General Hospital

#### Miglior attrice non protagonista in una serie drammatica
- Vernee Watson, per aver interpretato Stella Henry Spencer in General Hospital
  - Kassie DePaiva, per aver interpretato Eve Donovan in Il tempo della nostra vita
  - Linsey Godfrey, per aver interpretato Sarah Horton in Il tempo della nostra vita
  - Martha Madison, per aver interpretato Belle Black in Il tempo della nostra vita
  - Beth Maitland, per aver interpretato Traci Abbott in Febbre d'amore
  - Mishael Morgan, per aver interpretato Hilary Curtis in Febbre d'amore

#### Miglior giovane attore in una serie drammatica
- Kyler Pettis, per aver interpretato Theo Carver in Il tempo della nostra vita
  - Lucas Adams, per aver interpretato Tripp Dalton in Il tempo della nostra vita
  - William Lipton, per aver interpretato Cameron Spencer Webber in General Hospital
  - Garrin Stitt, per aver interpretato Oscar Nero in General Hospital
  - Zach Tinker, per aver interpretato Fenmore Baldwin in Febbre d'amore

#### Miglior giovane attrice in una serie drammatica
- Hayley Erin, per aver interpretato Kiki Jerome in General Hospital
  - Olivia Rose Keegan, per aver interpretato Claire Brady in Il tempo della nostra vita
  - Victoria Konefal, per aver interpretato Ciara Brady in Il tempo della nostra vita
  - Chloe Lanier, per aver interpretato Nelle Benson Hayes in General Hospital
  - Eden McCoy, per aver interpretato Josslyn Jacks in General Hospital

#### Miglior guest star in una serie drammatica
- Patricia Bethune, per aver interpretato Mary Pat in General Hospital
  - Philip Anthony-Rodriguez, per aver interpretato Miguel Garcia in Il tempo della nostra vita
  - Wayne Brady, per aver interpretato Reese Buckingham in Beautiful
  - Kate Mansi, per aver interpretato Abigail Deveraux DiMera in Il tempo della nostra vita
  - Thaao Penghlis, per aver interpretato Andre DiMera in Il tempo della nostra vita

#### Miglior team di registi di una serie drammatica
- Team di registi di Febbre d'amore
  - Team di registi di Beautiful
  - Team di registi di General Hospital
  - Team di registi di Il tempo della nostra vita

#### Miglior team di sceneggiatori di una serie drammatica
- Team di sceneggiatori di Febbre d'amore
  - Team di sceneggiatori di Beautiful
  - Team di sceneggiatori di General Hospital
  - Team di sceneggiatori di Il tempo della nostra vita

### Programmi d'informazione e intrattenimento

#### Miglior talk show d'informazione
- Rachael Ray, distribuito in syndication
  - Access Live, distribuito in syndication
  - The Dr. Oz Show, distribuito in syndication
  - Red Table Talk, distribuito da Facebook Watch
  - Today Show with Kathie Lee & Hoda, distribuito dalla NBC

#### Miglior presentatore di un talk show d'informazione
- Kathie Lee Gifford e Hoda Kotb, per aver presentato Today Show with Kathie Lee & Hoda
  - Steve Harvey, per aver presentato Steve Harvey
  - Mehmet Öz, per aver presentato The Dr. Oz Show
  - Kellie Pickler e Ben Aaron, per aver presentato Pickler and Ben
  - Rachael Ray, per aver presentato Rachael Ray

#### Miglior talk show d'intrattenimento
- The Ellen DeGeneres Show, distribuito in syndication
  - A Little Help with Carol Burnett, distribuito da Netflix
  - The Real, distribuito in syndication
  - The Talk, distribuito dalla CBS
  - The View, distribuito dalla ABC

#### Miglior presentatore di un talk show d'intrattenimento
- Kelly Ripa e Ryan Seacrest, per aver presentato Live! with Kelly and Ryan
  - Joy Behar, Whoopi Goldberg, Sara Haines, Sunny Hostin, Abby Huntsman e Meghan McCain, per aver presentato The View
  - Julie Chen, Eve, Sara Gilbert, Carrie Ann Inaba, Sharon Osbourne e Sheryl Underwood, per aver presentato The Talk
  - Adrienne Houghton, Loni Love, Jeannie Mai e Tamera Mowry-Housley, per aver presentato The Real
  - Wendy Williams, per aver presentato The Wendy Williams Show

#### Miglior game show
- Family Feud, distribuito in syndication
  - The Price is Right, distribuito dalla CBS
  - Jeopardy!, distribuito in syndication
  - Let's Make a Deal, distribuito dalla CBS
  - Who Wants to Be a Millionaire, distribuito in syndication

#### Miglior presentatore di un game show
- Alex Trebek, per aver presentato Jeopardy!
  - Wayne Brady, per aver presentato Let's Make a Deal
  - Chris Harrison, per aver presentato Who Wants to Be a Millionaire
  - John Michael Higgins, per aver presentato America Says
  - Pat Sajak, per aver presentato Wheel of Fortune

#### Miglior programma della mattina
- CBS Sunday Morning, distribuito dalla CBS
  - CBS This Morning, distribuito dalla CBS
  - Good Morning America, distribuito dalla ABC
  - Today, distribuito dalla NBC

#### Miglior programma culinario
- Valerie's Home Cooking, distribuito da Food Network
  - Barefoot Contessa: Cook Like a Pro, distribuito da Food Network
  - Cook's Country, distribuito dalla PBS
  - Mangia, gareggia, vinci (Eat. Race. Win.), distribuito da Amazon
  - Giada Entertains, distribuito da Food Network
  - Lidia's Kitchen, distribuito dalla PBS

#### Miglior presentatore di un programma culinario
- Valerie Bertinelli, per aver presentato Valerie's Home Cooking
  - Giada De Laurentiis, per aver presentato Giada Entertains
  - Catherine Fulvio, per aver presentato A Taste of Ireland: Ballyknocken Cookery School
  - Pati Jinich, per aver presentato Pati's Mexican Table
  - Molly Yeh, per aver presentato Girl Meets Farm

#### Miglior programma d'infotainment
- Daily Mail TV, distribuito in syndication
  - Access, distribuito in syndication
  - Entertainment Tonight, distribuito dalla CBS
  - Extra, distribuito in syndication
  - Inside Edition, distribuito dalla CBS

#### Miglior programma legale
- Lauren Lake's Paternity Court, distribuito in syndication
  - Couples Court with the Cutlers, distribuito in syndication
  - Judge Judy, distribuito in syndication
  - Judge Mathis, distribuito in syndication
  - The People’s Court, distribuito in syndication

#### Miglior programma della mattina in spagnolo
- ¡Despierta América!, distribuito da Univision
  - Nuestro Mundo, distribuito da CNN en Español
  - Un Nuevo Dia, distribuito da Telemundo

#### Miglior programma d'intrattenimento in spagnolo
- Six Dreams, distribuito da Amazon
  - Destinos, distribuito da CNN en Español
  - Dr. Juan, distribuito da Univision
  - El Gordo y la Flaca, distribuito da Univision
  - Suelta la sopa, distribuito da Telemundo

#### Miglior talento della programmazione in spagnolo
- Alejandra Oraa – Destinos
  - Guillermo Arduino – Encuentro
  - Raúl De Molina – El Gordo y la Flaca
  - Elizabeth Hernandez Curiel – El Gordo y la Flaca
  - Gabriela Natale – SuperLatina with Gaby Natale